# 小行星1302
小行星1302（1302 Werra）是一颗围绕太阳公转的小行星。1924年9月28日，卡爾·威廉·萊茵姆特在海德堡发现了此天体。
該小行星以德國的威拉河命名。
这颗小行星的绝对星等为355.38450等。